# ظاهرية

غلاف الطبعة الأولى من كتاب الخلاصة الفقهية على مذهب السادة الظاهرية لابن النجار الدمياطي، صادرة عن دار التقوى سنة 2017م.

الظاهرية أو الداودية مذهب فقهي، وقيل منهج فكري وفقهي، نشأ المذهب في بغداد في منتصف القرن الثالث الهجري (وبذلك يعد من ضمن الثلاث القرون الأولى)، إمامهم داود بن علي الظاهري ثم تزعمهم وأظهر شأنهم وأمرهم الإمام علي بن حزم الأندلسي. وتعد بعض المصادر أن الظاهرية هو المذهب الفقهي الخامس.

## تعريف بالمدرسة الظاهرية
المدرسة الظاهرية تنادي بالتمسك وفق رؤيتها بالقرآن الذي هو كلام الله وسنة الرسول وذلك بحسب الدلالة المتيقنة منهما وإجماع الصحابة، وطرح كل ما عدا ذلك من الأمور التي تعتبرها ظنية (كالرأي والقياس واستحسان ومصالح مرسلة وسد الذرائع وشرع من قبلنا...)، فالظاهرية تسعى لتقرير مراد الله من العباد في اتباع البراهين وهي الأدلة الثابتة من كتاب الله والسنة وأجماع الصحابة، وشاع كثيرا أن أتباع المدرسة الظاهرية يقولون بالقياس الجلي، وهذا باطل إذ الظاهرية المنتسبون للظاهر ينكرون هذا وعلى رأسهم الإمام ابن حزم في المحلى، وقد نقل ابن الصلاح عنهم أنهم لا يقولون به وعد هذا من الشذوذ.

## الأصول والأساس
يعتقد الظاهرية أن أصول منهجهم ومدرستهم مستمدة مما كان عليه النبي محمد وأصحابه من غير زيادة ولا نقصان إلا ما يعتري البشر من الخطأ والنسيان، فهم يرون العمل بالقطعيات المتيقنات وترك الظنون والآراء (ذهب بعضهم بجواز الأخذ بغالب الظن)لأن القطعيات هي ما أجمعت عليه الأمة وهو لايفي أبدا في إثبات الأدلة من السنن الثابتة، فالشريعة عندهم هي ما أمر الله ورسوله بحيث نقطع أنه مرادهما، وهذا ما يلزم جميع الأمة بحسب منهجهم.
بينما يعتقد مخالفوهم أنهم اخترعوا هذا المنهج وخالفوا فيه جماهير علماء الإسلام فبينهم من يخرج الظاهرية من عموم العلماء ومنهم من يعتقد بأنهم من علماء الأمة ويقبل اجتهادهم وأنهم يدخلون في الإجماع وينخرم الإجماع من دونهم
- قال الإمام العلامة أبو عبد الرحمن بن عقيل الظاهري:

وعن الظاهرية اقرر انها قسمان: 
- ظاهر نصي
- ظاهر عقلي

وانما الظاهر النصي في الكلام المركب، وهو ماثبت بيقين أو رجحان انه مراد المتكلم سواء اكان الخطاب بحقيقة الوضع اللغوي، ام كان بسعة المجاز اللغوي أو الأدبي..
وليس الظاهر مايتبادر للمتسامح من كونه خلاف الجلي الواضح، بل الظاهر مادل عليه الخطاب بوجوه الدلالة المعروفة في كلام العرب سواء اكان المدلول جليا واضحا، ام كان خفيا لايظهر الا باستنباط واجتهاد..
وغير الظاهر مالا تدل عليه اللغة في خطاب المتكلم كجعل شرب اللبن رضاعا.
والظاهر العقلي ليس هو كل احتمال يتصوره العقل، بل هو مالا يحتمل العقل غيره.
- قال الإمام العلامة أبو عبد الرحمن بن عقيل الظاهري :

المذهب الظاهري ليس مذهب لغويا؛ ولكنه مذهب نصي شرعي بمقتضى فكري لغوي.
ومعنى انه فكري انه يفصل بين المعرفة الشرعية والمعرفة البشرية؛ فالمعرفة الشرعية على التوقيف والاتباع الا مافوضه الشرع إلى العقل، والمعرفة البشرية اوسع دائره في الحرية.
وميزة الشرع انه عبودية الله، وليس حرية للشهوات والشبهات والآراء.
والظاهر بجناحيه الفكري واللغوي موجه لتحرير مراد الشرع وتخليصه من الاوشاب البشرية.
*وموجزه: ان الشرع لايعرف الا بلغة العرب التي نزل بها الشرع، وماصح نقله من مراد للرسول محمد عرف بغير اللغة من ايمائه وسكوته؛ فيؤخذ بالاصطلاح الشرعي ان وجد، فأن لم يوجد أخذ بالمعنى المجازي الغالب للاستعمال، فأن لم يوجد أخذ بالمعنى الحقيقتي الوضعي.
هذا إذا تجرد الخطاب من قرائن ودلالات سياق واحاله إلى معهود شرعي بنص آخر.
وان مراد الشرع هو مايتيقنه العقل أو يرجحه عند تعدد الاحتمالات.
- وقال أبو عبد الرحمن بن عقيل الظاهري :

المذهب الظاهري اتباع لرجحان الفكر بواسطة الخطاب الشرعي، ومعنى هذا انه ليس مذهب امام بعينه كالشافعي أو مالك.
- وقال أبو عبد الرحمن بن عقيل الظاهري : بناء على ماسبق فثم فرق بين الظاهر والظاهرية.

فالظاهر اتباع للنص بمنهج فكري في نظريتي المعرفة.
والظاهرية اتباع لإمام أخذ بالظاهر وربما اخطأ في التطبيق كالاخذ بالحرفية والغفلة عن معقول النص ومعهوده.
- قال الإمام علي بن حزم الأندلسي عن الإمام داود بن علي الظاهري بعد الثناء على علمه واجتهاده:

"لكن له بالتنبيه على ماذكرنا منزلة رفيعة، ومحلة عالية؛ ويستحق بذلك التقدم بالفقه، وليس ذلك بموجب تقليده؛ لما ذكرنا من انه لم يعصم من الخطأ بعد رسول الله أحد من الناس، ولا يحل ان يقلد من يخطئ وان اصاب في كثير".
وكلام الإمام علي بن حزم الأندلسي في مثل هذا كثير.
- وقال أبو عبد الرحمن بن عقيل الظاهري : المذهب الظاهري هو الاصل، وهو مذهب الصحابة والتابعين رضي الله عنهم قبل وجود المذاهب، ولا يزال هو المذهب لأهل السنة والجماعة في العقائد.
- وقال أبو عبد الرحمن بن عقيل الظاهري :

لما وجدت المذاهب وتحزبت تجرد لإحياء الاصل من الاخذ بالظاهر الإمام داود بن علي الظاهري وهو معاصر للامام أحمد بن حنبل، وما زال المذهب في عز حتى كان هو المذهب الرسمي للدولة في خراسان والعراق.
فلما ضعفت دولته آخر القرن الرابع بزغ نجمه في الأندلس على يد منذر بن سعيد وابن مفلت ثم الإمام علي بن حزم الأندلسي الذي بقيت جملة من مؤلفاته، ثم كانت له دولة في القرن السادس وما بعده بالأندلس.

## من أعلام المدرسة الظاهرية
- الإمام داوود بن علي الأصفهاني المشهور بـ (داوود الظاهري): وهو ممن نادى بالأخذ بظاهر القرآن والسنة الصحيحة وفق حرفية النص، وترك الاستعانة بالأدلة العقلية والرأي والتأويل والأخذ بما اعتبره أدلة ظنية وبالمقاصد وذلك لانتشار المذهبية والرأي والتأويل في زمانه.
- ابنه الإمام أبوبكر محمد بن داوود الظاهري.
- الإمام النحوي نفطويه.
- الإمام ابن حزم الظاهري المكنى بأبي محمد واسمه علي ويعرف أيضا باسم علي بن حزم الأندلسي، وهو من أصل هذا المذهب تأصيلا كاملا، بل يعتقد الكثيرون أن المذهب الظاهري، لم يكن ليبرز لولا ظهور الإمام ابن حزم.
- الحافظ ابن طاهر القيسراني.
- الإمام النحوي المفسر أبو حيان الغرناطي الأندلسي -صاحب تفسير البحر المحيط-.
- منذر بن سعيد البلوطي
- ابن نباته المعروف بابن الرومية
- المحدث المغربي الشهير الحافظ أحمد بن الصديق الغماري
- العلامة اللغوي المحدت أبو تراب الظاهري -- وهو من المعاصرين وتوفي من سنوات قريبة.
- أبو عبد الرحمن بن عقيل الظاهري، وهو شيخ موسوعي له مؤلفات متعدد شغل عدة وظائف بالمملكة العربية السعودية، وهو الآن يعمل مستشار، ورئيس تحرير مجلة الدرعية.
- الشيخ الدكتور عبد العزيز بن علي الحربي
- الشيخ الدكتور عبد الباقي السيد عبد الهادي الظاهري
- الشيخ محمد بن إبراهيم الريحان الشهير بابن تميم الظاهري
- الأستاذ سعيد الأفغاني
- الإمام الشوكاني ـ وإن لم يكن ظاهرياً إلا أنه من المتعاطفين مع أهل الظاهر فكان كثير النقل لمذهب أهل الظاهر، بل كان كثير التنديد بمعارضي أهل الظاهر.[2]

## الظاهرية الفقهاء
- داوود الظاهري
- أبوبكر محمد بن داوود الظاهري
- ابن المغلس
- علي بن حزم الأندلسي
- عبد الله بن قاسم القيسي ناشر المذهب بالأندلس
- المنذر بن سعيد البلوطى
- أبوالخيار مسعوت بن مفلت شيخ ابن حزم ومعلمه
- الحميدى تلميذ علي بن حزم الأندلسي وكان محدثا
- ابن مضاء قاضى الجماعة في عهد الموحدين
- المنصور بن يوسف بن عبد المؤمن حاكم الموحدين كان يفتى الناس ويلجا إليه الفقهاء يستفتونه وله كتاب في الفقه
- ابن دحية الكلبي كان فقيها محدثا
- ابن حوط الله الظاهرى كان معلما لأبناء المنصور الموحدى
- ابن نباته المعروف بابن الرومية وكان يكره أن يلقب بابن الرومية لان أمه كانت من الروم كان فقيها محدثا
- أحمد بن سعيد بن على بن حزم بن غالب توفى سنة 540هـ
- محمد بن علي بن محمد الكرجي القصاب.
- أحمد بن محمد بن علي بن محمد الكرجي القصاب ت (360) له كتاب النكت الدالة على البيان في أنواع العلوم والأحكام، وتصدى في هذا الكتاب لإبطال أمور منها القياس، والاستحسان، والتقليد، ونقل عن أبيه بعض الاستدلالات بالقرآن في إبطال القياس

## الظاهرية القضاة
- القاضي الحرزى أبوالحسن عبد العزيز بن أحمد الأصفهانى
- قاضى القضاة المنذر بن سعيد البلوطى
- قاضى القضاة ابن مضاء الأندلسي النحوى
- قاضى القضاء أحمد بن بقى الأموي حفيد بقى بن مخلد محدث الأندلس وفقيهها المتخير